# Maria Tschetschulin
Maria Tschetschulin, född 31 juli 1852 i Helsingfors, död där 19 september 1917, var en finländsk kontorist. Hon blev 1870 Finlands och Nordens första kvinna som avlade studentexamen (1870).
Maria Tschetschulin var syster till violinisten, tonsättaren och musikpedagogen Agnes Tschetschulin. 